# 逆轉裁判 (電影)
《逆轉裁判》（日语：逆転裁判）是一齣於2012年上映的日本律政劇電影，改編自卡普空的電子遊戲系列逆轉裁判系列。此電影由三池崇史執導，並且由成宮寬貴、桐谷美玲和齋藤工主演。此電影於2012年2月11日在日本首映。在首映前不久，此電影於鹿特丹影展預映。此電影亦於美國阿納海姆AM²大會預映。三池崇史指出他們計劃為此電影製作多國配音或字幕。

## 劇情
法院因要審理大量案件，所以開始推行一個新的法院系統：序審法庭制度。在序審法庭制度下，檢察官和辯護律師需要在公開法庭上對質，並且在判決前只有3天的時間。
新秀辯護律師成步堂龍一的導師綾里千尋被殺後，綾里真宵被指控謀殺千尋。因此，龍一便為千尋的妹妹綾里真宵辯護，而檢察官是御劍怜侍。最後，法庭發現證人小中大是實際犯人。在辯護真宵後，他又為怜侍辯護。怜侍被控謀殺生倉雪夫，而檢察官是狩魔豪。最後，法庭發現證人

## 演員

成宮寬貴飾演的成步堂龍一

- 成宮寬貴 飾 成步堂龍一
  - 涉谷武尊 飾 小孩成步堂龍一
- 桐谷美玲 飾 綾里真宵
- 齋藤工 飾 御劍怜侍 
  - 林遼威 飾 小孩御劍侍
- 檀麗 飾 綾里千尋
- 大東駿介 飾 糸鋸圭介
- 中尾明慶 飾 矢張政志
- 石橋凌 飾 狩魔豪
- 柄本明 飾 裁判長
- 谷村美月 飾 大澤木夏美
- 平岳大 飾  御劍信
- 篠井英介 飾 生倉雪夫
- 鮎川誠 飾 小中大
- 余貴美子 飾 綾里舞子
- 小日向文世 飾 灰根高太郎

## 劇情與原作版的不同
- 逆轉大將軍情節
  - 遊戲：在遊戲中的第三章中，由成步堂與御劍的對決。
  - 本劇：由御劍與其他律師對決，最後被御劍指出罪狀，並發生於第一章的時間點。
- 小中大的角色
  - 遊戲：為「小中文化社」的社長。
  - 本劇：改為兼職雜誌記者，形象亦不同。
- 遊戲中原定角色松竹梅世作為目擊者情節，本劇此角色並沒有出現，改為小中大一人目擊。
- 狩魔豪的特點
  - 遊戲：狩魔豪是相當看不起成步堂龍一，性格相當粗獷，並操縱法庭，右肩曾經中槍而休假數月。
  - 本劇：狩魔豪一看見成步堂龍一就接受他，並主動向他握手，性格相當平靜，沒有操縱法庭，中槍位置改為左肩並休假一天。
- DL-6案件
  - 遊戲：舞台列為因地震停止運行的電梯，狩魔豪因御劍信指控揭发使用不正當詢問而受到惩罚並把他殺害，關鍵證物DL-6案件中的子彈由綾里真宵力挽狂瀾地從狩魔豪搶回來。
  - 本劇：舞台改列為地下證物保管庫，狩魔豪因怕御劍信找到他的偽證而決定把他殺害，關鍵證物DL-6案件中的子彈改由綾里千尋放在沉思者時鐘裡。

## 電影配樂
《逆轉裁判》的電影配樂是由遠藤浩二創作，而遠藤浩二亦曾創作不少三池崇史電影的電影配樂。遠藤浩二決定把原著的背景音樂作改編成管弦樂團版本作為電影配樂。部份電影配樂更加是原創的。《逆轉裁判》電影配樂光碟在電影首映後不久發佈。這部電影的主題曲《2012Spark》則是由日本搖滾男組色情涂鸦創作及演出。

## 票房及評價
《逆轉裁判》在首映一星期內的票房已有1,547,000美金，而總票房則為6,145,000美金。
《逆轉裁判》的評價好壞參差。Kotaku的理查德·艾森拜斯盛讚電影，並把它描述為「最好的電子遊戲電影」。可是，綜藝的傑伊·韋斯伯格卻認為此電影很沉悶，且缺乏導演三池崇史以往俏皮的視覺誇張風格。 

## 家庭電影
《逆轉裁判》的藍光光碟和數碼光碟於2012年8月22日在日本發佈。於2013年4月17日，《逆轉裁判》的光碟在澳洲發佈。Koch Media於2013年6月14日在德國發佈《逆轉裁判》的光碟。

## 外部連結
- 官方网站 （日語）
- Gyakuten Saiban profile on Capcom （日語）
- 互联网电影数据库（IMDb）上《Gyakuten Saiban》的资料（英文）